# Masters de Madrid 2023
El Mutua Madrid Open 2023 fue un torneo de tenis ATP Tour Masters 1000 en su rama masculina y WTA 1000 en la femenina que se está disputando en la Caja Mágica de Madrid (España). Fue el segundo Masters 1000 en polvo de ladrillo para el ATP Tour y el primer WTA 1000 en polvo de ladrillo de la temporada para el WTA Tour. Se celebró del 26 de abril al 7 de mayo de 2023.
Este fue el primer año en que el torneo masculino se amplió a dos semanas y los cuadros individuales masculinos y femeninos fueron disputados por 96 jugadores.

## Puntos y premios en efectivo

### Distribución de puntos
| Evento                  | G    | F   | SF  | CF  | R16 | R32 | R64 | R128 | C  | C2 | C1 |
| Individuales masculinos | 1000 | 600 | 360 | 180 | 90  | 45  | 25  | 10   | 16 | 8  | 0  |
| Dobles masculinos       | 1000 | 600 | 360 | 180 | 90  | 0   | 0   | —    | —  | —  | —  |

| Modalidad           | G    | F   | SF  | CF  | R16 | R32 | R64 | R128 | C  | C2 | C1 |
| Individual femenino | 1000 | 650 | 390 | 215 | 120 | 65  | 35  | 10   | 30 | 20 | 2  |
| Dobles femenino     | 1000 | 650 | 390 | 215 | 120 | 10  | —   | —    | —  | —  | —  |

### Premios en efectivo
| Evento                  | G          | F        | SF       | CF       | R16     | R32     | R64     | R128    | C2    | C1    |
| Individuales masculinos | €1 105 265 | €580 000 | €308 790 | €161 525 | €84 900 | €48 835 | €27 045 | €16 340 | €8265 | €4510 |
| Individuales femeninos  | €1 105 265 | €580 000 | €308 790 | €161 525 | €84 900 | €48 835 | €27 045 | €16 340 | €8265 | €4510 |
| Dobles masculinos       | €382 420   | €202 850 | €108 190 | €54 840  | €29 300 | €15 780 | —       | —       | —     | —     |
| Dobles femeninos        | €382 420   | €202 850 | €108 190 | €54 840  | €29 300 | €15 780 | —       | —       | —     | —     |

## Cabezas de serie
Debido a que el torneo masculino se amplió a dos semanas este año, los jugadores están defendiendo puntos del Masters de Madrid 2022, así como de los torneos que tuvieron lugar durante la semana del 25 de abril de 2022 (Estoril y Múnich). Quienes no clasificaron para el cuadro principal de 2022, defenderán su 19º mejor resultado. 

### Individuales masculino
| N.º | Rank. | Tenista                 | Puntos | Puntos por defender | Puntos ganados | Nuevos puntos | Ronda hasta la que avanzó en el torneo                |
| 1   | 2     | Carlos Alcaraz          | 6770   | 1000                | 1000           | 6770          | Campeón, venció a Jan-Lennard Struff [LL]             |
| 2   | 3     | Daniil Medvédev         | 5240   | 0                   | 90             | 5330          | Cuarta ronda, perdió ante Aslán Karatsev [Q]          |
| 3   | 4     | Casper Ruud             | 5210   | 10                  | 10             | 5210          | Segunda ronda, perdió ante Matteo Arnaldi [Q]         |
| 4   | 5     | Stefanos Tsitsipas      | 5160   | 360                 | 180            | 4980          | Cuartos de final, perdió ante Jan-Lennard Struff [LL] |
| 5   | 6     | Andrey Rublev           | 4280   | 180                 | 90             | 4190          | Cuarta ronda, perdió ante Karen Khachanov [10]        |
| 6   | 7     | Holger Rune             | 4070   | (250)               | 45             | 3865          | Tercera ronda, perdió ante Alejandro Davidovich [29]  |
| 7   | 9     | Félix Auger-Aliassime   | 3405   | 180                 | 10             | 3235          | Segunda ronda, perdió ante Dušan Lajović              |
| 8   | 10    | Taylor Fritz            | 3290   | 0                   | 90             | 3380          | Cuarta ronda, perdió ante Zhizhen Zhang               |
| 9   | 11    | Frances Tiafoe          | 2870   | (160)               | 45             | 2755          | Tercera ronda, perdió ante Pedro Cachín               |
| 10  | 12    | Karen Khachanov         | 2855   | 10                  | 180            | 3025          | Cuartos de final, perdió ante Carlos Alcaraz [1]      |
| 11  | 14    | Cameron Norrie          | 2690   | 90                  | 45             | 2645          | Tercera ronda, perdió ante Zhizhen Zhang              |
| 12  | 15    | Hubert Hurkacz          | 2660   | 180                 | 45             | 2525          | Tercera ronda, perdió ante Borna Ćorić [17]           |
| 13  | 16    | Alexander Zverev        | 2140   | 600                 | 90             | 1630          | Cuarta ronda, perdió ante Carlos Alcaraz [1]          |
| 14  | 17    | Tommy Paul              | 2070   | 10                  | 10             | 2070          | Segunda ronda, perdió ante Román Safiulin [Q]         |
| 15  | 18    | Lorenzo Musetti         | 2065   | 90                  | 10             | 1985          | Segunda ronda, perdió ante Yannick Hanfmann [Q]       |
| 16  | 19    | Álex de Miñaur          | 1960   | 45                  | 45             | 1960          | Tercera ronda, perdió ante Aslán Karatsev [Q]         |
| 17  | 20    | Borna Ćorić             | 1890   | 10                  | 360            | 2240          | Semifinales, perdió ante Carlos Alcaraz [1]           |
| 18  | 22    | Pablo Carreño           | 1795   | 10                  | 0              | 1785          | Baja antes de la segunda ronda.                       |
| 19  | 24    | Daniel Evans            | 1550   | 90                  | 10             | 1470          | Segunda ronda, perdió ante Bernabé Zapata             |
| 20  | 26    | Roberto Bautista        | 1465   | 45                  | 45             | 1465          | Tercera ronda, perdió ante Karen Khachanov [10]       |
| 21  | 27    | Denis Shapovalov        | 1425   | 45                  | 10             | 1390          | Segunda ronda, perdió ante Zhizhen Zhang              |
| 22  | 28    | Sebastian Korda         | 1390   | (135)               | 10             | 1265          | Segunda ronda, perdió ante Hugo Grenier [Q]           |
| 23  | 29    | Botic van de Zandschulp | 1355   | (195)               | 10             | 1170          | Segunda ronda, perdió ante Aslán Karatsev [Q]         |
| 24  | 30    | Francisco Cerúndolo     | 1235   | (45)                | 10             | 1200          | Segunda ronda, perdió ante Pedro Cachín               |
| 25  | 31    | Sebastián Báez          | 1190   | (250)               | 45             | 985           | Tercera ronda, perdió ante Stefanos Tsitsipas [4]     |
| 26  | 32    | Grigor Dimitrov         | 1170   | 90                  | 45             | 1125          | Tercera ronda, perdió ante Carlos Alcaraz [1]         |
| 27  | 33    | Miomir Kecmanović       | 1170   | (135)               | 10             | 1045          | Segunda ronda, perdió ante Christian Garín            |
| 28  | 34    | Yoshihito Nishioka      | 1138   | (12)                | 45             | 1171          | Tercera ronda, perdió ante Andrey Rublev [5]          |
| 29  | 35    | Alejandro Davidovich    | 1095   | (90)                | 90             | 1095          | Cuarta ronda, perdió ante Borna Ćorić [17]            |
| 30  | 36    | Tallon Griekspoor       | 1094   | (13)                | 10             | 1091          | Segunda ronda, se retiró ante Jaume Munar             |
| 31  | 37    | Jiří Lehečka            | 1046   | (72)                | 10             | 984           | Segunda ronda, perdió ante Alexander Shevchenko [Q]   |
| 32  | 38    | Ben Shelton             | 1042   | (7)                 | 10             | 1045          | Segunda ronda, perdió ante Jan-Lennard Struff [LL]    |

- Ranking del 24 de abril de 2023.[4]

#### Bajas masculinas (cabezas de serie o sembrados)
| Clasif | Jugador           | Puntos antes | Puntos a defender | Puntos ganados | Puntos después | Baja debido a         |
| ------ | ----------------- | ------------ | ----------------- | -------------- | -------------- | --------------------- |
| 1      | Novak Djokovic    | 7135         | 360               | 0              | 6775           | Lesión en el codo.    |
| 8      | Jannik Sinner     | 3615         | 90                | 0              | 3525           | [ 6 ]                 |
| 13     | Rafael Nadal      | 2715         | 180               | 0              | 2535           | Lesión en el psoas.   |
| 21     | Matteo Berrettini | 1832         | 0                 | 0              | 1832           | Lesión en el abdomen. |
| 22     | Pablo Carreño     | 1795         | 10                | 0              | 1785           | Lesión en el codo.    |
| 23     | Marin Čilić       | 1645         | 45                | 0              | 1600           | Lesión en la rodilla. |
| 25     | Nick Kyrgios      | 1465         | 0                 | 0              | 1465           | Lesión en la rodilla. |

### Dobles masculino
| Tenistas                                 | Ranking | Preclasificado |
| Wesley Koolhof Neal Skupski              | 2       | 1              |
| Rajeev Ram Joe Salisbury                 | 9       | 2              |
| Ivan Dodig Austin Krajicek               | 9       | 3              |
| Marcelo Arévalo Jean-Julien Rojer        | 16      | 4              |
| Nikola Mektić Mate Pavić                 | 17      | 5              |
| Lloyd Glasspool Harri Heliövaara         | 22      | 6              |
| Rohan Bopanna Matthew Ebden              | 35      | 7              |
| Santiago González Édouard Roger-Vasselin | 35      | 8              |

### Individuales femenino
| N.º | Rank. | Tenista               | Puntos | Puntos por defender | Puntos ganados | Nuevos puntos | Ronda hasta la que avanzó en el torneo                  |
| 1   | 1     | Iga Świątek           | 8975   | 0                   | 650            | 9625          | Final, perdió ante Aryna Sabalenka [2]                  |
| 2   | 2     | Aryna Sabalenka       | 6891   | 10                  | 1000           | 7881          | Campeona, venció a Iga Świątek [1]                      |
| 3   | 3     | Jessica Pegula        | 5735   | 650                 | 120            | 5300          | Cuartos de final, perdió ante Veronika Kudermetova [12] |
| 4   | 4     | Ons Jabeur            | 5116   | 1000                | 10             | 4116          | Baja antes de la segunda ronda                          |
| 5   | 5     | Caroline Garcia       | 5030   | (70)                | 65             | 5025          | Tercera ronda, perdió ante Mayar Sherif                 |
| 6   | 6     | Cori Gauff            | 4400   | 120                 | 65             | 4345          | Tercera ronda, perdió ante Paula Badosa [26]            |
| 7   | 7     | Elena Rybakina        | 4305   | 120                 | 10             | 4195          | Segunda ronda, perdió ante Anna Kalinskaya              |
| 8   | 8     | Daria Kasatkina       | 3505   | 120                 | 120            | 3505          | Cuarta ronda, perdió ante Veronika Kudermetova [12]     |
| 9   | 9     | Maria Sakkari         | 3191   | 65                  | 390            | 3516          | Semifinales, perdió ante Aryna Sabalenka [2]            |
| 10  | 10    | Petra Kvitová         | 3162   | 10                  | 10             | 3162          | Segunda ronda, perdió ante Jule Niemeier                |
| 11  | 12    | Barbora Krejčíková    | 2497   | (1)                 | 120            | 2616          | Cuarta ronda, perdió ante Petra Martić [27]             |
| 12  | 13    | Veronika Kudermetova  | 2280   | 10                  | 390            |               | Semifinales, perdió ante Iga Świątek [1]                |
| 13  | 14    | Beatriz Haddad Maia   | 2276   | 180                 | 10             | 2206          | Segunda ronda, perdió ante Mirra Andreeva [WC]          |
| 14  | 18    | Liudmila Samsonova    | 2062   | 10                  | 120            | 2172          | Cuarta ronda, perdió ante Irina-Camelia Begu [31]       |
| 15  | 16    | Victoria Azarenka     | 2237   | 120                 | 10             | 2127          | Segunda ronda, perdió ante Alycia Parks                 |
| 16  | 17    | Ekaterina Alexandrova | 2075   | 420                 | 65             | 1775          | Cuarta ronda, perdió ante Iga Świątek [1]               |
| 17  | 19    | Magda Linette         | 1810   | (55)                | 65             | 1820          | Tercera ronda, perdió ante Mirra Andreeva [WC]          |
| 18  | 20    | Martina Trevisan      | 1778   | 20                  | 120            | 1878          | Cuarta ronda, perdió ante Jessica Pegula [3]            |
| 19  | 22    | Jeļena Ostapenko      | 1740   | 10                  | 65             | 1795          | Tercera ronda, perdió ante Liudmila Samsonova [14]      |
| 20  | 23    | Donna Vekić           | 1733   | (30)                | 10             | 1713          | Segunda ronda, perdió ante Rebeka Masarova [WC]         |
| 21  | 25    | Anastasia Potapova    | 1566   | 30                  | 65             | 1601          | Tercera ronda, perdió ante Veronika Kudermetova [12]    |
| 22  | 24    | Qinwen Zheng          | 1729   | 10                  | 65             | 1784          | Tercera ronda, perdió ante Ekaterina Alexandrova [16]   |
| 23  | 27    | Bianca Andreescu      | 1432   | 120                 | 10             | 1322          | Segunda ronda, perdió ante Xiyu Wang                    |
| 24  | 29    | Elise Mertens         | 1354   | 0                   | 120            | 1445          | Cuarta ronda, perdió ante Mayar Sherif                  |
| 25  | 30    | Jil Teichmann         | 1300   | 390                 | 10             | 920           | Segunda ronda, perdió ante Lesia Tsurenko               |
| 26  | 42    | Paula Badosa          | 1198   | 65                  | 120            | 1253          | Cuarta ronda, perdió ante Maria Sakkari [9]             |
| 27  | 33    | Petra Martić          | 1275   | 95                  | 120            | 1300          | Cuartos de final, perdió ante Iga Świątek [1]           |
| 28  | 32    | Bernarda Pera         | 1279   | (29)                | 65             | 1315          | Tercera ronda, perdió ante Iga Świątek [1]              |
| 29  | 31    | Marie Bouzková        | 1298   | 150                 | 65             | 1213          | Tercera ronda, perdió ante Jessica Pegula [3]           |
| 30  | 34    | Anhelina Kalinina     | 1272   | 215                 | 10             | 1067          | Segunda ronda, perdió ante Mayar Sherif                 |
| 31  | 36    | Irina-Camelia Begu    | 1258   | 30                  | 215            | 1443          | Cuartos de final, perdió ante Maria Sakkari [9]         |
| 32  | 36    | Marta Kostyuk         | 1245   | 65                  | 10             | 1190          | Segunda ronda, perdió ante Camila Osorio [WC]           |
| 33  | 38    | Shelby Rogers         | 1239   | 10                  | 65             | 1294          | Tercera ronda, perdió ante Irina-Camelia Begu [31]      |

- Ranking del 24 de abril de 2023.[11]

#### Bajas femeninas
| Rank. | Tenista           | Puntos antes | Puntos por defender | Puntos ganados | Puntos después | Motivo               |
| ----- | ----------------- | ------------ | ------------------- | -------------- | -------------- | -------------------- |
| 11    | Belinda Bencic    | 2870         | 120                 | 0              | 2750           | Lesión de cadera     |
| 15    | Karolína Plíšková | 2255         | 10                  | 0              | 2245           | Lesión en la rodilla |
| 21    | Madison Keys      | 1752         | 10                  | 0              | 1742           |                      |
| 28    | Shuai Zhang       | 1395         | 10                  | 0              | 1385           |                      |

### Dobles femenino
| Tenista                            | Ranking | Preclasificada |
| Cori Gauff Jessica Pegula          | 7       | 1              |
| Lyudmyla Kichenok Jeļena Ostapenko | 18      | 2              |
| Desirae Krawczyk Demi Schuurs      | 21      | 3              |
| Storm Hunter Elise Mertens         | 28      | 4              |
| Nicole Melichar Ellen Perez        | 31      | 5              |
| Gabriela Dabrowski Luisa Stefani   | 34      | 6              |
| Shuko Aoyama Ena Shibahara         | 39      | 7              |
| Yifan Xu Zhaoxuan Yang             | 44      | 8              |

## Campeones

### Individual masculino
Carlos Alcaraz venció a  Jan-Lennard Struff por 6-4, 3-6, 6-3

### Individual femenino
Aryna Sabalenka  venció a  Iga Świątek por 6-3, 3-6, 6-3

### Dobles masculino
Karen Khachanov /  Andrey Rublev vencieron a  Rohan Bopanna /  Matthew Ebden por 6-3, 3-6, [10-3]

### Dobles femenino
Victoria Azarenka /  Beatriz Haddad Maia vencieron a  Cori Gauff /  Jessica Pegula por 6-1, 6-4